# José Carmelo Martínez
José Carmelo Martínez Lázaro O.A.R. (n. Luezas, La Rioja, España, 21 de agosto de 1954) es un obispo católico, profesor y teólogo español, residente en Perú. Fue ordenado sacerdote en 1980 por los Agustinos Recoletos. Un año más tarde se trasladó hacia Perú y allí además de ocupar numerosos cargos pastorales, ha sido Prelado de Chota y fue además, desde el día 19 de diciembre de 2004 hasta el 23 de octubre de 2021, Obispo de Cajamarca.

## Primeros años
Nacido en la aldea riojana de Luezas el día 21 de agosto de 1954.
Al descubrir su vocación religiosa, ingresó en el Colegio San Agustín de Logroño y al mismo tiempo hizo sus estudios filosóficos y teológicos en el Instituto Teológico "Gaudium et Spes", en el cual obtuvo el Bachillerato en Teología. 
Seguidamente se licenció por la Universidad Pontificia de Salamanca.
El 15 de octubre de 1978 hizo su profesión perpetua en la Orden de Agustinos Recoletos (O.A.R.) y con ellos fue ordenado sacerdote el 19 de julio de 1980 en Logroño.
Después de su ordenación, inició su ministerio pastoral como Formador del seminario de su orden en Salamanca.
Luego en 1981 marchó hacia Perú y allí siguió con su labor de formador en el seminario de la ciudad de Lima.
Durante todos estos años ha ido ocupando numerosos cargos como el de vicario parroquial de la Parroquia Santa Rita de Casia en el Distrito de Miraflores (1986 - 1987), de la Parroquia San Antonio Abad en Arequipa (1987 - 1989), de la Parroquia San Juan Bautista De Huambos en Chota (1989 - 1990).
También ha sido párroco de la Parroquia Todos Los Santos de Chota (1990 - 1992); administrador apostólico y diocesano durante el período vacante en la Prelatura de Chota (1992 - 1994); vicario general de la misma (1994 - 1996); volvió a ser formador en el Seminario Recoleto de Lima (1996 - 1997) y fue vicario parroquial de la Parroquia Santa María Magdalena en el Distrito de Pueblo Libre.
Desde 1999 ha ejercido de prior de la Comunidad y volvió a ser vicario parroquial de Santa Rita de Casia.

## Carrera episcopal
Ya el 27 de marzo de 2002, Su Santidad el Papa Juan Pablo II le nombró como prelado de Chota.
Recibió la consagración episcopal el 5 de mayo del mismo año, a manos del también español monseñor Emiliano Antonio Cisneros Martínez actuando como principal consagrante y como co-consagrantes tuvo al entonces nuncio apostólico en el país "monseñor" Rino Passigato y al español "monseñor" Ángel Simón Piorno.
Como ascendió al rango de "monseñor", además de elegir su escudo, tiene como lema la frase "Via, Veritas et Vita" (en latín).
Actualmente desde el 12 de octubre de 2004, es el nuevo Obispo de la Diócesis de Cajamarca.
Tomó posesión oficial de este cargo el día 19 de diciembre, durante una eucaristía celebrada en la Catedral de Santa Catalina.
Cabe destacar que la noche del 21 de mayo de 2008 durante un festejo, el alcalde de Cajamarca Sr. Marco La Torre Sánchez, le condecoró con un diploma de reconocimiento por el I Centenario de la Diócesis de Cajamarca.